# Сан-Клементе (Чилі)
Сан-Клементе  (ісп. San Clemente) — місто в Чилі. Адміністративний центр однойменної комуни. Населення - 13398 осіб (2002). Місто і комуна входить до складу провінції Талька і регіону Мауле.
Територія — 4 504 км². Чисельність населення — 43 269 мешканців (2017). Щільність населення — 9,61 чол./км².

## Розташування
Місто розташоване за 20 км на південний схід від адміністративного центру області міста Талька.
Комуна межує:
- на півночі - з комунами  Пеларко, Ріо-Кларо
- на північному сході - з комуною Моліна
- на сході — з провінціями Мендоса (Аргентина), Неукен (Аргентина)
- на півдні - з комуною Кольбун
- на заході - з комунами Мауле, Талька